# Kakskerta
Kakskerta est une île de l'archipel finlandais et un quartier situés au sud de la ville de Turku en Finlande. 
Kakskerta est une ancienne municipalité de Finlande incorporée à Turku en 1968. 

## Présentation
En 2020, l'ile compte 1399 habitants permanents et 665 habitations.

## Lieux et monuments
- Lac Kakskerranjärvi
- Plage d'Ekvalla
- Plage de Brinkhall
- Manoir de Brinkhall
- Tumulus funéraire de Nunnavuori
- Museotorppa
- Manoir d'Harjattula
- Église de Kakskerta
- Harva
- Järvistensaari

## Galerie

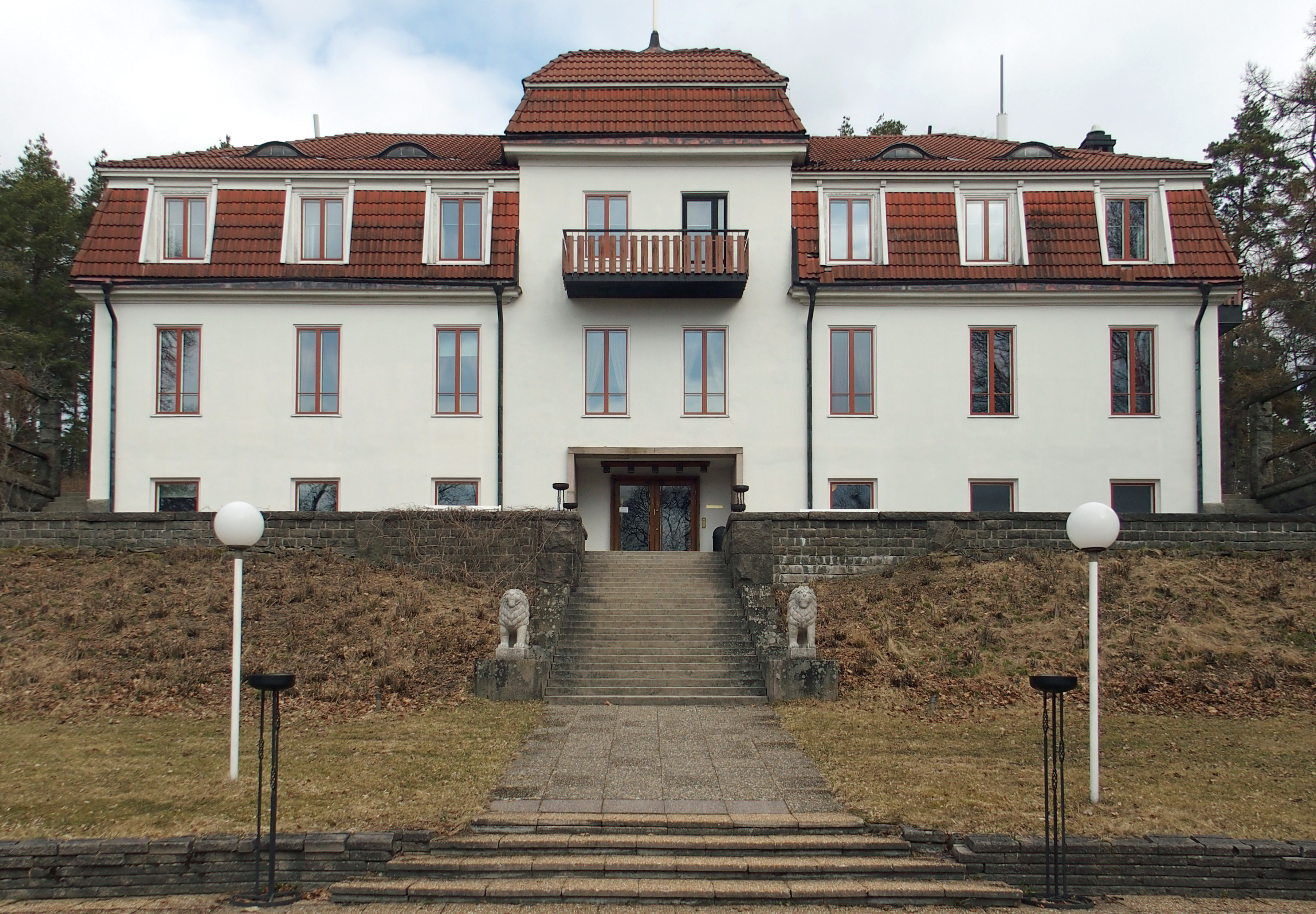
Manoir d'Harjattula.
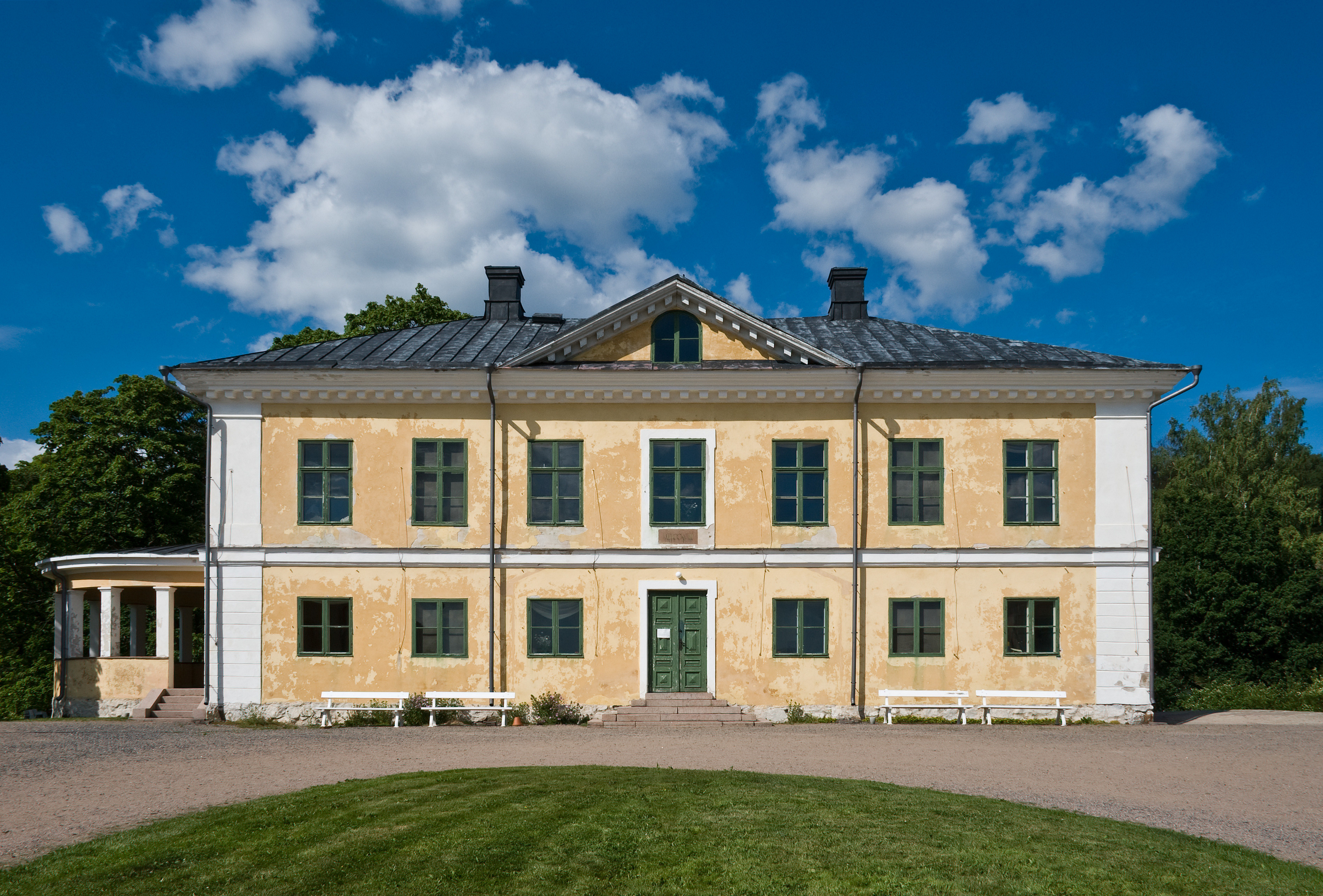
Manoir de Brinkhall.
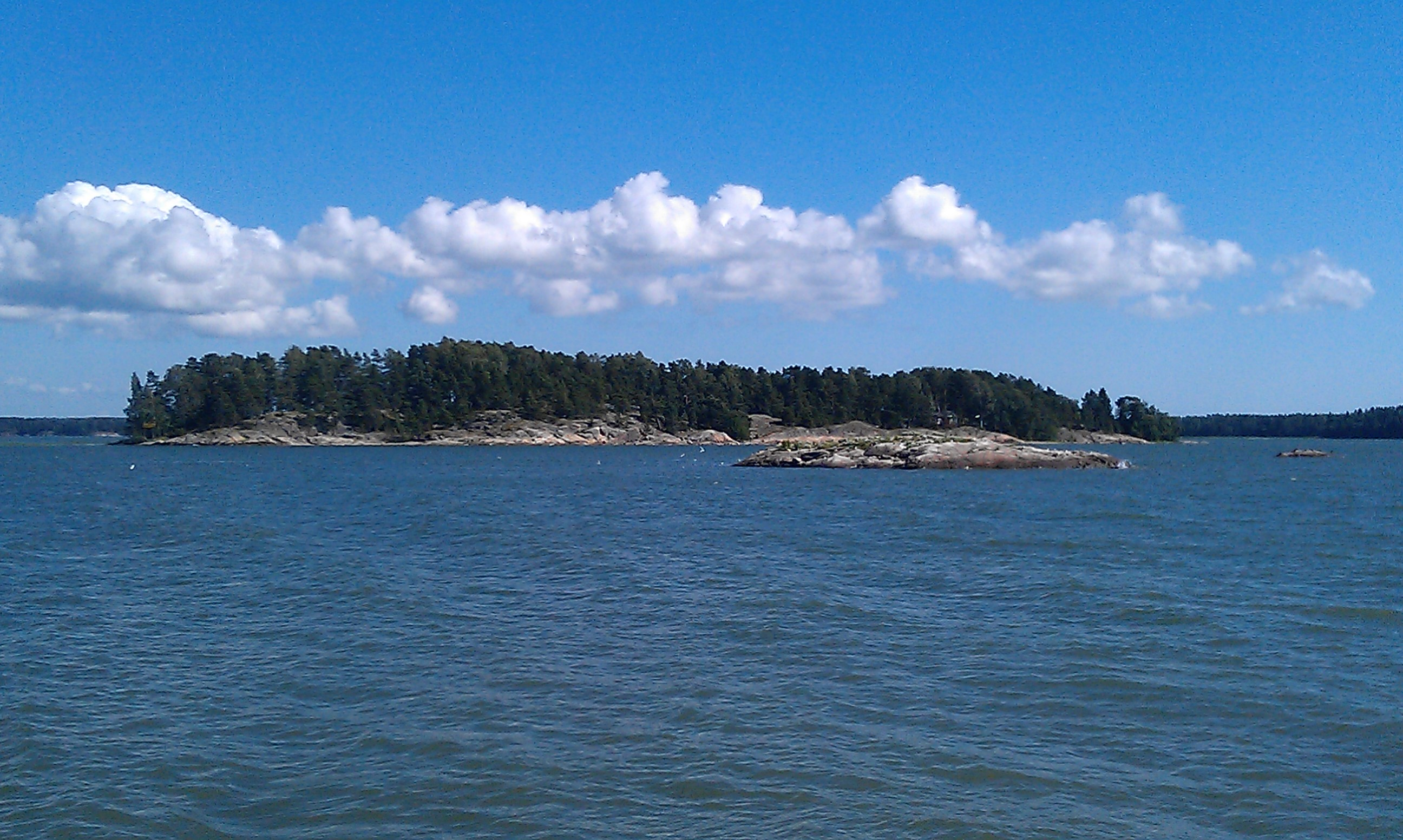
Île Harva.
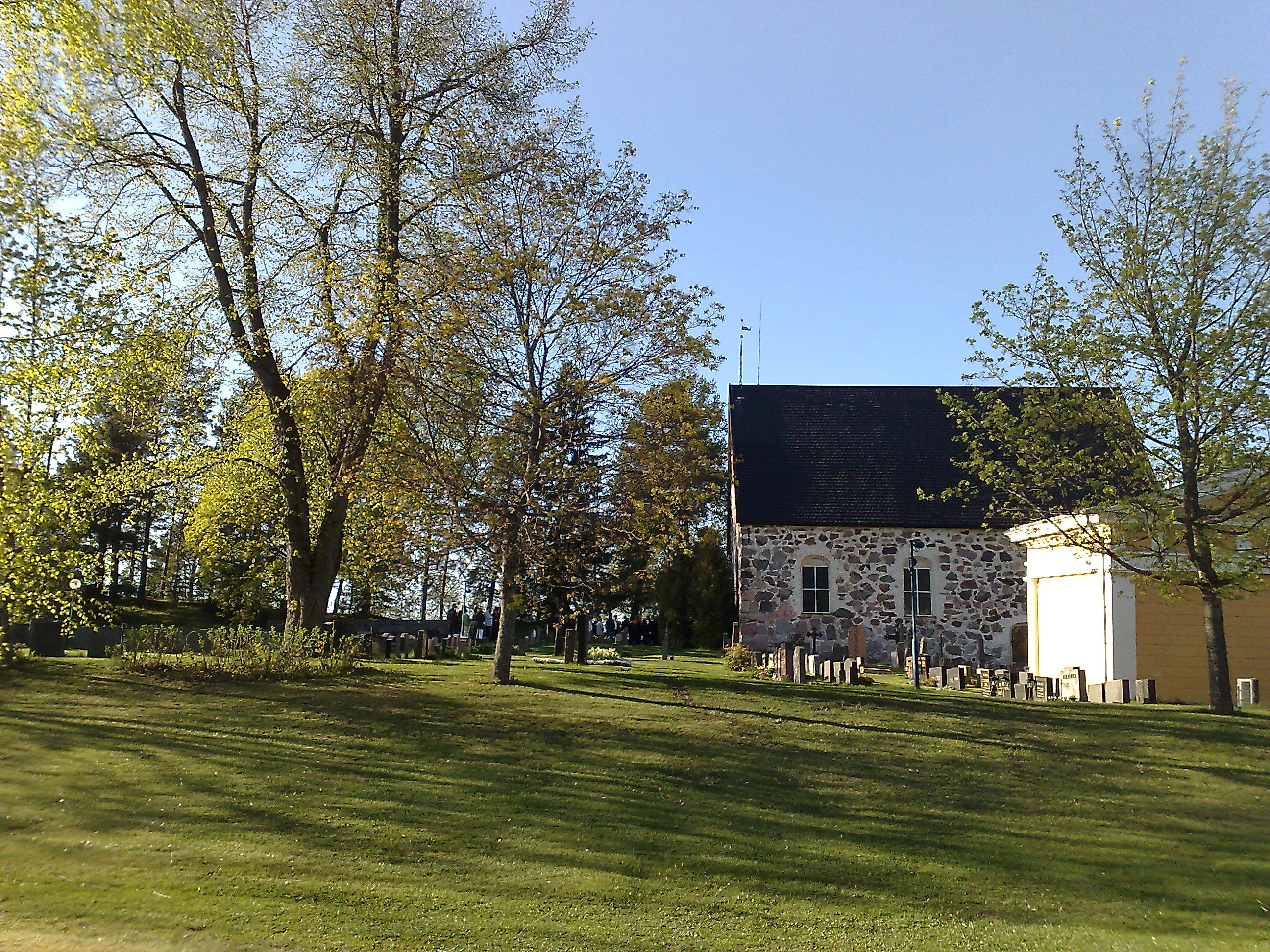
Église de Kakskerta.